# Ascherslebener Allgemeine

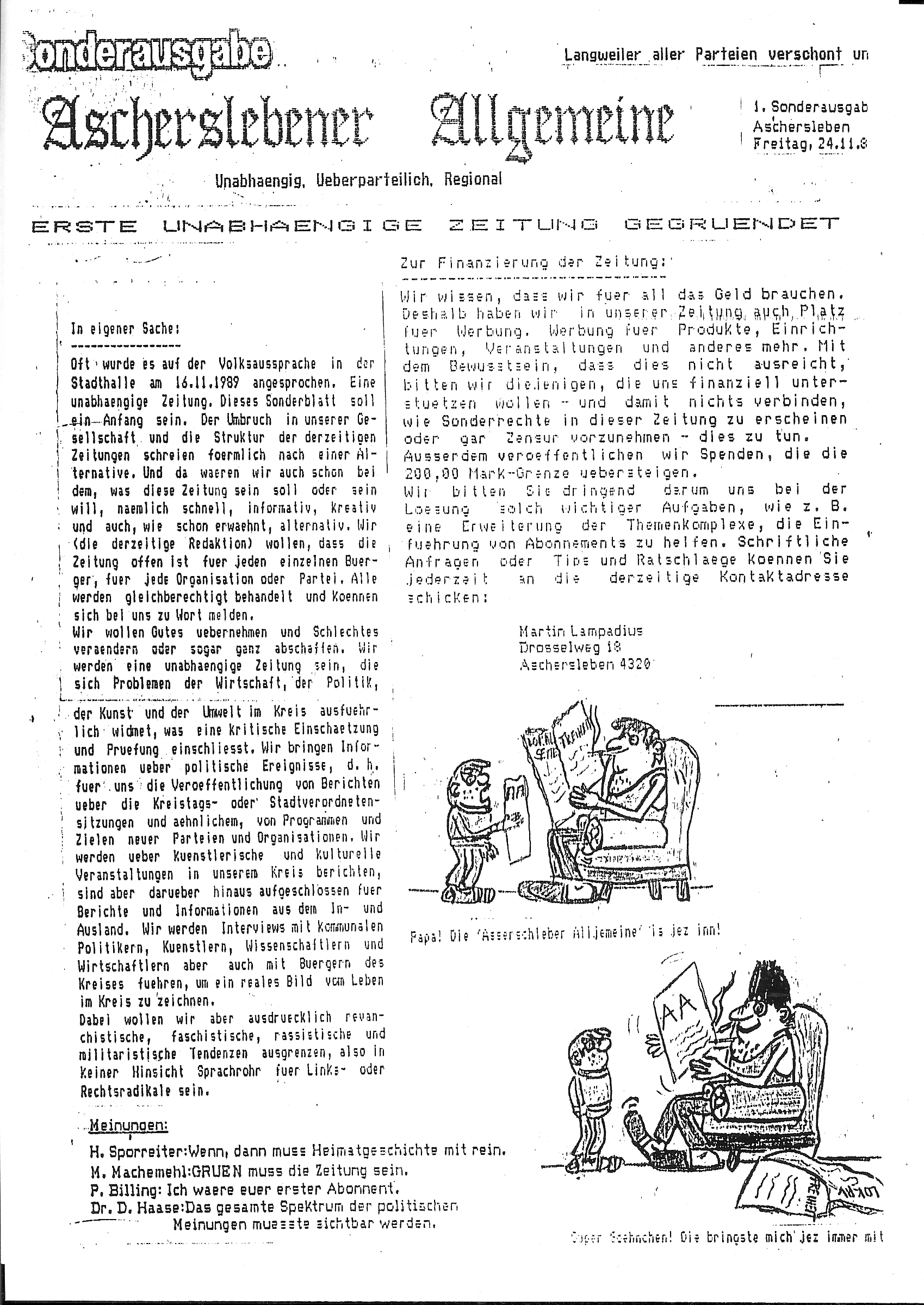
Die erste Ausgabe der Ascherslebener Allgemeine erschien als Lose-Blatt-Sammlung am 24. November 1989.

Die Ascherslebener Allgemeine war eine deutsche Tageszeitung der Wendezeit von 1989/90 bis 1992.

## Geschichte

### Gründung

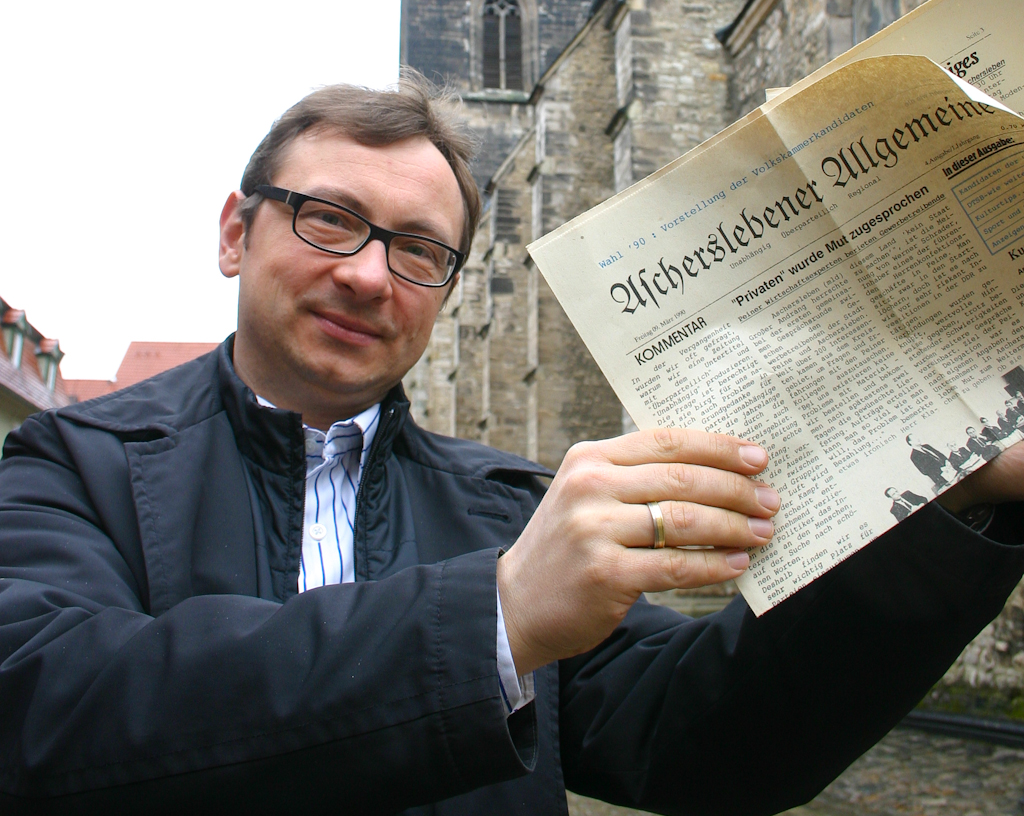
Zeitungsmitbegründer Martin Lampadius mit einer der ersten Ausgaben der Ascherslebener Allgemeine

Die Ascherslebener Allgemeine war eine der ersten unabhängigen Zeitungen der DDR im Herbst 1989. Sie wurde im Wende-November 1989 als Lose-Blatt-Sammlung von ihren Gründern Martin Lampadius, Marko Litzenberg, Sigrun Poeschel und Stefan Adler als Gegenpart zur damaligen SED-Zeitung „Freiheit“ herausgegeben und zunächst verschenkt oder gegen eine freiwillige Spende verteilt. Die Gründer und Autoren hatten entweder gerade ihre Lehre abgeschlossen oder waren noch Schüler.
Anfangs wurde die Zeitung nur in unregelmäßigen Abständen kopiert, denn es gab nicht so viele Kopierer in der DDR. Eine Ausgabe wurde daher im Pfarramt der evangelischen St.-Stephani-Gemeinde, eine andere auf Drängen der Gründer sogar im Gebäude der ehemaligen SED-Kreisleitung kopiert. Mangels Papier, das seinerzeit einer staatlichen Kontingentierung unterstand, wurde eine der ersten Ausgaben sogar auf DIN-A4-Fotopapier entwickelt. Später halfen Druckereien in Peine und Staßfurt beim Druck des Blattes, das sich kritisch mit den damaligen Verhältnissen in der Noch-DDR auseinandersetzte, über Aktenvernichtungen im örtlichen Gebäude der Staatssicherheit (Stasi) berichtete sowie über die demokratischen Veränderungen vor Ort.

### Umwandlung von der Wochen- zur Tageszeitung

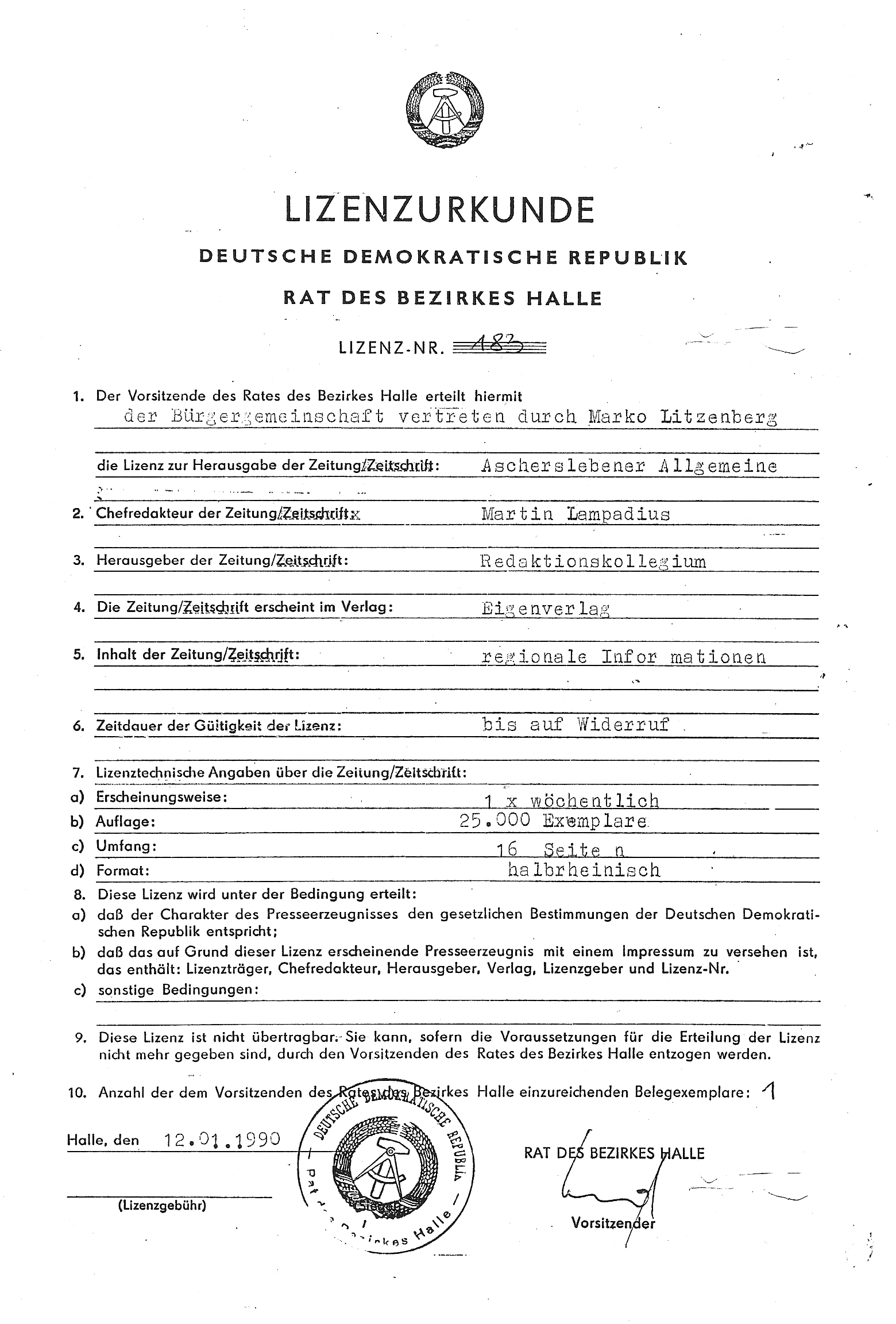
Mit dieser Lizenzurkunde wurde die Ascherslebener Allgemeine zu einer der ersten offiziell lizenzierten freien Zeitungen der DDR.

Mit der Ankündigung Anfang 1990, dass es eine Währungs-, Wirtschafts- und Sozialunion (zum 1. Juli) geben würde, brachen die Spendeneingänge in der Redaktion jedoch dramatisch ein, so dass nach einer professionellen Lösung für das Weitererscheinen der Ascherslebener Allgemeine gesucht werden musste.
Im Februar 1990 stellten die Gründer Kontakt zum Hamelner Verlag CW Niemeyer her, der bereits die Quedlinburger Zeitung herausgab und am Stammsitz in Hameln lange Tageszeitungserfahrung mit der DeWeZet hatte. 
Ab März 1990 erschien die Ascherslebener Allgemeine als Tageszeitung mit einem überregionalen Mantel, der von der DeWeZet beigesteuert wurde, sowie einem vor Ort inhaltlich produzierten Lokalteil. Gedruckt wurde die Zeitung mangels freier regionaler Druckkapazitäten in Hameln, was einen großen logistischen und finanziellen Aufwand bedeutete.
Von der Gründungsmannschaft wurden Martin Lampadius und Marko Litzenberg in die neue Tageszeitungsredaktion übernommen und bekamen eine journalistische Ausbildung. Beide sind auch heute noch im Journalismus in Aschersleben tätig. Sigrun Poeschel und Stefan Adler setzten ihre Schulzeit hingegen fort.

### Einstellung
Die Ascherslebener Allgemeine wurde 1992 vom Mitteldeutschen Verlagshaus übernommen und dann eingestellt. Am 30. Juni 1992 erschien die letzte Ausgabe. Allen Mitarbeitern wurde angeboten, in unterschiedlichen Lokalredaktionen der Mitteldeutschen Zeitung weiter beschäftigt zu werden, gleiches galt für die Mitarbeiter aus den Geschäftsstellen. Nicht alle nahmen dieses Angebot an.